# Naples Foot-Ball Club 1913-1914
Questa voce raccoglie le informazioni riguardanti il Naples Foot-Ball Club nelle competizioni ufficiali della stagione 1913-1914.

## Stagione
In questa stagione il Naples viene eliminato dai "cugini" dell'U.S.I. Napoli nella doppia sfida.
Il giorno di Pasqua del 1914 il Naples vince la Coppa Noli da Costa (dal presidente della Roman, il conte Marcello Noli da Costa) battendo la Virtus Juventusque e il Roman..

## Divise
| Manica sinistra · Manica sinistra · Maglietta · Maglietta · Manica destra · Manica destra · Pantaloncini · Calzettoni |

## Organigramma societario
Area direttiva
- Presidente: Emilio Anatra

Area tecnica
- Allenatore:

## Rosa
| N. |                   | Ruolo | Calciatore                 |
| -- | ----------------- | ----- | -------------------------- |
|    | Italia (bandiera) | P     | Francesco Bruno Giordano   |
|    | Italia (bandiera) | C     | Vittorio Alfredo Reichlin  |
|    | Italia (bandiera) |       | Attilio Bruschini          |
|    | Italia (bandiera) |       | Carlo Coscia di Paduli III |
|    | Italia (bandiera) |       | Mario Dalia                |
|    | Italia (bandiera) |       | Vincenzo De Rosa           |
|    | Italia (bandiera) | D     | Gaetano Del Pezzo          |

| N. |                        | Ruolo | Calciatore           |
| -- | ---------------------- | ----- | -------------------- |
|    | Italia (bandiera)      |       | Mario Enrico Dodero  |
|    | Inghilterra (bandiera) | C     | Hector John Eastwood |
|    | Italia (bandiera)      | D     | Carlo Garozzo        |
|    | Malta (bandiera)       |       | Lucino Hellul        |
|    | Italia (bandiera)      |       | Armando Mascoli      |
|    | Italia (bandiera)      |       | Mario Reichlin       |

## Risultati

### Prima Categoria

#### Girone campano
| Arbitro: | Torrazzi |

|            |           |         |
| Reichlin I | Marcatori | Lattard |

| Arbitro: | Torrazzi |

|              |           |          |
| Scarfoglio , | Marcatori | Eastwood |

### Coppa Lipton

#### Finale[4]
| Palermo 1914 Finale | Palermo | 2 – 1 | Naples |  |

## Statistiche
Statistiche aggiornate al 2 febbraio 1914.

### Statistiche di squadra
| Competizione    | Punti | In casa | In casa | In casa | In casa | In casa | In casa | In trasferta | In trasferta | In trasferta | In trasferta | In trasferta | In trasferta | Totale | Totale | Totale | Totale | Totale | Totale | DR |
| Competizione    | Punti | G       | V       | N       | P       | Gf      | Gs      | G            | V            | N            | P            | Gf           | Gs           | G      | V      | N      | P      | Gf     | Gs     | DR |
| --------------- | ----- | ------- | ------- | ------- | ------- | ------- | ------- | ------------ | ------------ | ------------ | ------------ | ------------ | ------------ | ------ | ------ | ------ | ------ | ------ | ------ | -- |
| Prima Categoria | 1     | 1       | 0       | 1       | 0       | 1       | 1       | 1            | 0            | 0            | 1            | 1            | 2            | 2      | 0      | 1      | 1      | 2      | 3      | -1 |
| Coppa Lipton    | 0     | 0       | 0       | 0       | 0       | 0       | 0       | 1            | 0            | 0            | 1            | 1            | 2            | 1      | 0      | 0      | 1      | 1      | 2      | -1 |
| Totale          | 1     | 1       | 0       | 1       | 0       | 1       | 1       | 2            | 0            | 0            | 2            | 2            | 4            | 3      | 0      | 1      | 2      | 3      | 5      | -2 |

### Statistiche dei giocatori
| Giocatore       | Prima Categoria | Prima Categoria | Coppa Lipton | Coppa Lipton | Totale   | Totale |
| Giocatore       | Presenze        | Reti            | Presenze     | Reti         | Presenze | Reti   |
| --------------- | --------------- | --------------- | ------------ | ------------ | -------- | ------ |
| Bruschini       | 2               | 0               | ?            | ?            | 2+       | 0+     |
| Coscia          | 1               | 0               | ?            | ?            | 1+       | 0+     |
| Dalia           | 1               | 0               | ?            | ?            | 1+       | 0+     |
| De Rosa         | 1               | 0               | ?            | ?            | 1+       | 0+     |
| G. Del Pezzo    | 2               | 0               | ?            | ?            | 2+       | 0+     |
| Dodero          | 2               | 0               | ?            | ?            | 2+       | 0+     |
| Eastwood        | 2               | 1               | ?            | ?            | 2+       | 1+     |
| C. Garozzo      | 2               | 0               | ?            | ?            | 2+       | 0+     |
| Giordano        | 2               | -3              | ?            | ?            | 2+       | -3+    |
| Hellul          | 1               | 0               | ?            | ?            | 1+       | 0+     |
| Mascoli         | 1               | 0               | ?            | ?            | 1+       | 0+     |
| Paduli III      | 1               | 0               | ?            | ?            | 1+       | 0+     |
| M. Reichlin II  | 2               | 0               | ?            | ?            | 2+       | 0+     |
| V.A. Reichlin I | 2               | 1               | ?            | ?            | 2+       | 1+     |